# Чергатка

Чергатка — река в России, протекает в Перевозском районе Нижегородской области. Устье реки находится в 213 км по правому берегу реки Пьяна. Длина реки составляет 11 км.
Чергатка является сезонной рекой, всё протяжение русла реки пересохло и наполняется только в паводок.
Исток реки в урочище Каменка в 10 км к югу от города Перевоз. Генеральное направление русла — север, река течёт по безлесой местности. Впадает в Пьяну у деревни Чергать на западных окраинах города Перевоз.

## Данные водного реестра
По данным государственного водного реестра России относится к Верхневолжскому бассейновому округу, водохозяйственный участок реки — Сура от устья реки Алатырь и до устья, речной подбассейн реки — Сура. Речной бассейн реки — (Верхняя) Волга до Куйбышевского водохранилища (без бассейна Оки).
По данным геоинформационной системы водохозяйственного районирования территории РФ, подготовленной Федеральным агентством водных ресурсов:
- Код водного объекта в государственном водном реестре — 08010500412110000039838
- Код по гидрологической изученности (ГИ) — 110003983
- Код бассейна — 08.01.05.004
- Номер тома по ГИ — 10
- Выпуск по ГИ — 0